# 유리차 불랴트
유리차 불랴트(크로아티아어: Jurica Buljat, 1986년 9월 19일, SR 크로아티아 자다르 ~)는 크로아티아의 프로 축구 선수로, 현재 노발랴에서 수비수로 활약하고 있다.

## 클럽 경력
2011년 6월 20일, 불랴트는 이스라엘 리그 우승을 거둔 마카비 하이파와 3년 계약을 체결했다.
불랴트는 2011년 7월 13일에 보랴츠 바냐 루카와의 2011-12 시즌 유로파리그 2차 예선전 경기에서 이스라엘 무대 신고식을 치렀다.
그는 1년 만에 이스라엘 리그 구단에서 방출되었다.
이후, 불랴트는 우크라이나의 메탈리스트 하르키우와 2015년 2월에 계약했다. 불랴트는 메탈리스트 소속으로 11번의 경기에 출전했다. 그는 시즌 후에 소속 구단과 결별했다.
2017년 1월 13일, 불랴트는 우크라이나의 파흐타코르 타슈켄트와 1시즌 계약했는데, 그에 앞서 불랴트는 같은 국적의 부뇨드코르 소속으로 25번의 경기에 출전했었다. 2017년 7월 20일, 그는 벨라루스의 바테 보리소프로 이적했다.
2018년 3월 14일, 불랴트는 불가리아 1부 리그의 로코모티프 플로브디프와 단기 계약을 맺었다. 그는 2017-18 시즌이 끝나면서 구단과 결별했다.

## 국가대표팀 경력
2010년 5월, 그는 에스토니아와의 친선경기에서 크로아티아 국가대표팀 신고식을 치렀는데, 그는 밀란 바델리와 막판에 교체되어 들어가 뛰었다. 그는 총 2번의 국가대표팀 경기에 출전했지만, 골맛을 보지는 못했다. 그가 출전한 다른 한 경기는 2010년 10월에 열린 노르웨이와의 친선경기였다.

## 경력 통계

### 클럽
2016년 11월 26일 기준
| 구단                | 시즌      | 리그                    | 리그 | 리그 | 컵   | 컵 | 리그컵 | 리그컵 | 대륙 | 대륙 | 기타 | 기타 | 합계 | 합계 |
| 구단                | 시즌      | 리그명                  | 출장 | 골   | 출장 | 골 | 출장   | 골     | 출장 | 골   | 출장 | 골   | 출장 | 골   |
| ------------------- | --------- | ----------------------- | ---- | ---- | ---- | -- | ------ | ------ | ---- | ---- | ---- | ---- | ---- | ---- |
| 자다르              | 2003–04   | 1. HNL                  | 6    | 0    |      |    | -      | -      | -    | -    | -    | -    | 6    | 0    |
| 자다르              | 2004–05   | 1. HNL                  | 25   | 4    |      |    | -      | -      | -    | -    | -    | -    | 54   | 4    |
| 자다르              | 합계      | 합계                    | 31   | 4    |      |    | -      | -      | -    | -    | -    | -    | 31   | 4    |
| 하이두크 스플리트   | 2005–06   | 1. HNL                  | 3    | 0    |      |    | -      | -      | 0    | 0    | -    | -    | 3    | 0    |
| 하이두크 스플리트   | 2006–07   | 1. HNL                  | 17   | 0    |      |    | -      | -      | -    | -    | -    | -    | 17   | 0    |
| 하이두크 스플리트   | 2007–08   | 1. HNL                  | 21   | 0    |      |    | -      | -      | -    | -    | -    | -    | 21   | 0    |
| 하이두크 스플리트   | 2008–09   | 1. HNL                  | 15   | 0    |      |    | -      | -      | 3    | 0    | -    | -    | 18   | 0    |
| 하이두크 스플리트   | 2009–10   | 1. HNL                  | 17   | 0    | 4    | 0  | -      | -      | -    | -    | -    | -    | 21   | 0    |
| 하이두크 스플리트   | 2010–11   | 1. HNL                  | 24   | 2    | 0    | 0  | -      | -      | 10   | 1    | 1    | 0    | 25   | 3    |
| 하이두크 스플리트   | 합계      | 합계                    | 97   | 2    |      |    | -      | -      | 13   | 1    | 1    | 0    | 111  | 3    |
| 마카비 하이파       | 2011–12   | 리갓 하알               | 31   | 0    |      |    |        |        | 9    | 1    | -    | -    | 40   | 1    |
| 자다르              | 2012–13   | 1. HNL                  | 9    | 1    | 0    | 0  | –      | –      | -    | -    | –    | –    | 9    | 1    |
| 에네르기 콧부스     | 2013–14   | 2. 분데스리가           | 24   | 0    | 2    | 0  | –      | –      | -    | -    | –    | –    | 26   | 0    |
| 자다르              | 2014–15   | 1. HNL                  | 8    | 2    | 1    | 0  | –      | –      | -    | -    | –    | –    | 9    | 2    |
| 메탈리스트 하르키우 | 2014–15   | 우크라이나 프리미어리그 | 10   | 0    | 1    | 0  | –      | –      | -    | -    | –    | –    | 11   | 0    |
| 부뇨드코르          | 2016      | 우즈베키스탄 슈퍼리그   | 25   | 0    | 6    | 0  | –      | –      | 6    | 0    | -    | -    | 37   | 0    |
| 파흐타코르 타슈켄트 | 2017      | 우즈베키스탄 슈퍼리그   | 9    | 0    | 0    | 0  | –      | –      | –    | –    | -    | -    | 9    | 0    |
| 바테 보리소프       | 2017      | 벨라루스 프리미어리그   | 2    | 0    | 0    | 0  | –      | –      | 4    | -    | 6    | 0    |      |      |
| 경력 합계           | 경력 합계 | 경력 합계               | 246  | 9    | 14   | 0  |        |        | 32   | 2    | 1    | 0    | 292  | 11   |

### 국가대표팀 경력
2010년 10월 12일 기준 통계
| 크로아티아 국가대표팀 | 크로아티아 국가대표팀 | 크로아티아 국가대표팀 |
| 연도                  | 출장                  | 골                    |
| --------------------- | --------------------- | --------------------- |
| 2010                  | 2                     | 0                     |
| 합계                  | 2                     | 0                     |